# Odeta
Odeta − żeńskie imię, południowo-słowiańska forma imienia Odyla – pochodzenia starosaksońskiego, od słowa od (majątek). Oznacza: zamożna.
Inne formy: Oda, Odylia, Odyla, Odylla, Ota, Otylia;
Otha (ang.); Oda, Odde, Oddette, Uta, Ute (niem.); Oda, Odona, Odette (fr.); Oda (hiszp.); Odetta (wł.); Odeta (czes., słowac.);
Forma męska: Odo, Odon, Odilo, Otto, Otton.
Odeta imieniny obchodzi 8 lipca.
Znane postacie o imieniu "Odeta":
- Odeta Moro − dziennikarka
- Oda, druga żona Mieszka I, po jego śmierci wygnana wraz z synami przez Bolesława Chrobrego (ok. 955–1023).
- Odette Florelle, aktorka fr. (ur. 1901).

Bohaterowie sztuki o tym imieniu:
- Odette de Grécy z powieści W poszukiwaniu straconego czasu M. Prousta (1913/27).
- Odetta − Jezioro Łabędzie Piotra Czajkowskiego